# Salzmumien von Zandschan

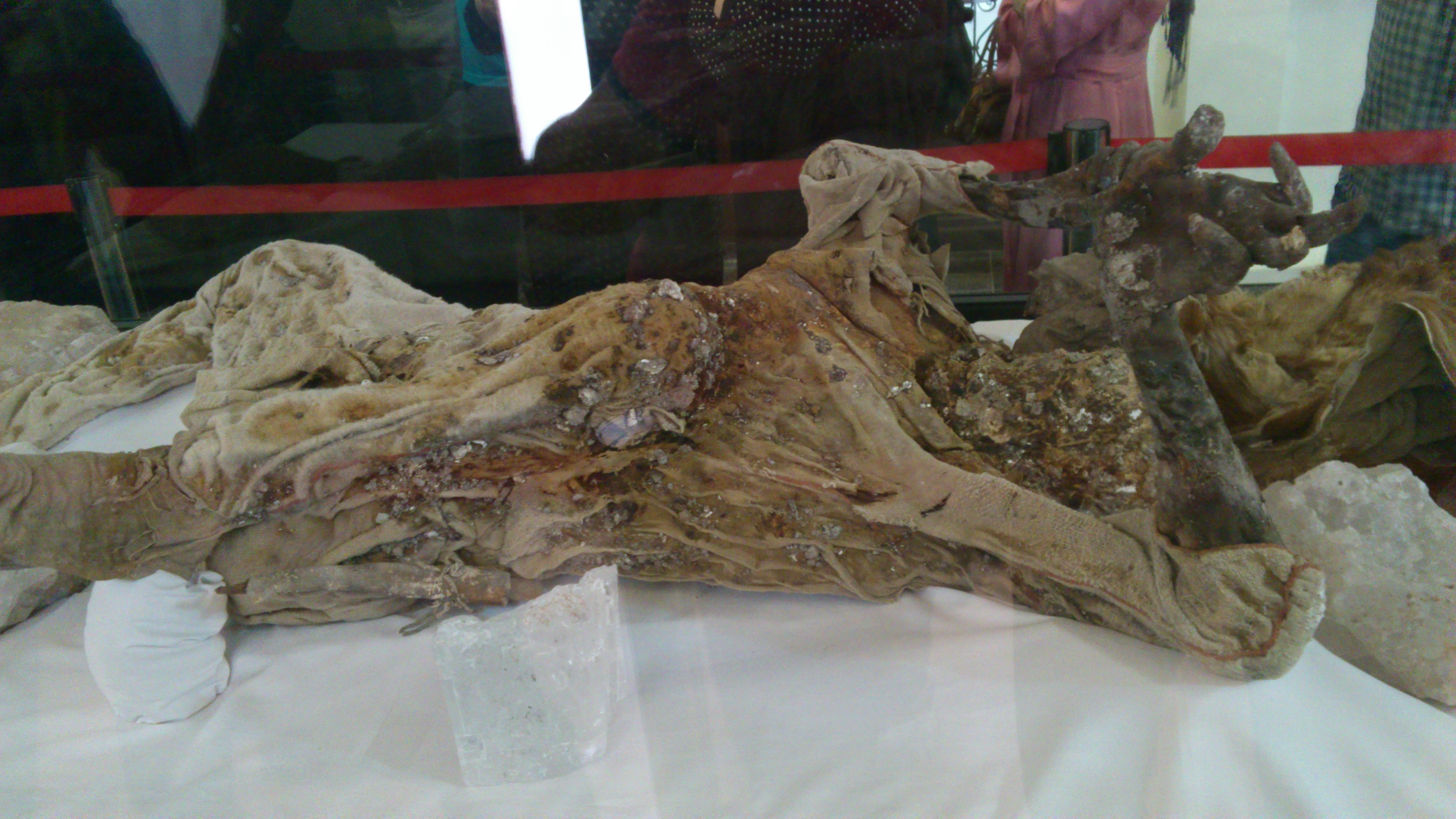
Salzmumie 4

Die Salzmumien von Zandschan sind eine Gruppe von Naturmumien aus dem Salzbergwerk Chehrabad in Nordwest-Iran.  Die Salzmumien stammen aus der Antike/Spätantike. Solche Mumien werden zuweilen als Salzmänner (Salt Men, persisch: Mardan-e Namaki) bezeichnet, was aber insofern irreführend ist, als sich unter diesen Mumien auch eine Frau und ein Jugendlicher befinden.
Die Salzmänner von Zandschan sind die einzigen erhaltenen Salzmumien der Welt.

## Entdeckung und Forschung
Das Salzbergwerk Chehrabad befindet sich direkt bei dem Dorf Hamzehlu in der Provinz Zandschan. Hier liegt ein tektonisch noch aktiver Salzstock, der sich tagnah abbauen lässt. Die Steinsalzzüge sind in eine instabile Ton-Gips-Mischung eingebettet. 1993 wurde die erste Mumie zusammen mit einigen Werkzeugen und Textilien zufällig bei Baggerarbeiten entdeckt. Ab 2004 fand man Überreste von sieben weiteren Bergarbeitern. Der kommerzielle Steinsalzabbau wurde 2008 zugunsten der archäologischen Forschung eingestellt.
In zwei Grabungen 2009 bis 2011 und 2015 bis 2018 wurde das prähistorische Bergwerk untersucht. Eine der Mumien beließ man in situ. Das Fundspektrum umfasst zahlreiche, im Salz sehr gut erhaltene Textilien sowie Werkzeug und persönliche Besitztümer – nicht nur der Verunglückten, sondern auch anderer Bergleute. Ein internationales Expertenteam arbeitete die Befunde gemeinsam mit der iranischen Antikenverwaltung auf, finanziell unterstützt von der Deutschen Forschungsgemeinschaft. Projektleiter war Thomas Stöllner (Ruhr-Universität Bochum und Deutsches Bergbau-Museum Bochum). Beteiligt waren:
- Iranisches Zentrum für archäologische Forschung ICAR, Schiras;
- Institut für Evolutionäre Medizin (Universität Zürich);
- Archäometrisches Forschungslabor (Universität Oxford);
- Institut für Archäologie (Universität York);
- Institut für Parasitologie und Mykologie (Universität Teheran);
- Institut für Geomorphologie (Universität Zandschan).

Die Salzmumien von Zandschan sind die ersten Salzmumien, die wissenschaftlich untersucht werden können. Die Körper waren im Salz leicht geschrumpft, doch die inneren Organe blieben erhalten. Zwar sind in Europa aus der Vergangenheit drei Salzmumien von den österreichischen Bergwerken in Hallstatt und Hallein bekannt, aber keine davon ist erhalten. Somit musste ein Konservierungskonzept für die Mumien von Zandschan erst erarbeitet werden.
Mit Unterstützung der Gerda Henkel Stiftung werden die empfindlichen organischen Materialien im Zolfaghari-Museum von Zandschan in einer Dauerausstellung der Öffentlichkeit präsentiert. Ab dem 24. März 2020 sollten Teile der Funde in der Ausstellung »Tod im Salz. Eine archäologische Ermittlung in Persien« im Deutschen Bergbau-Museum Bochum und im Archäologischen Museum in Frankfurt präsentiert werden, sie musste aufgrund der Coronavirus-Pandemie und der seit Anfang 2020 verschärften politischen Lage im Nahen Osten verschoben werden. Ab dem 7. April 2021 ist die Sonderausstellung im Deutschen Bergbau-Museum Bochum – aufgrund der Coronavirus-Pandemie zunächst nur digital – zugänglich. Gleichzeitig erschien ein Ausstellungskatalog, der die bisherigen Erkenntnisse der Forschungen zusammenfasst.

## Die beiden besterhaltenen Mumien von Zandschan

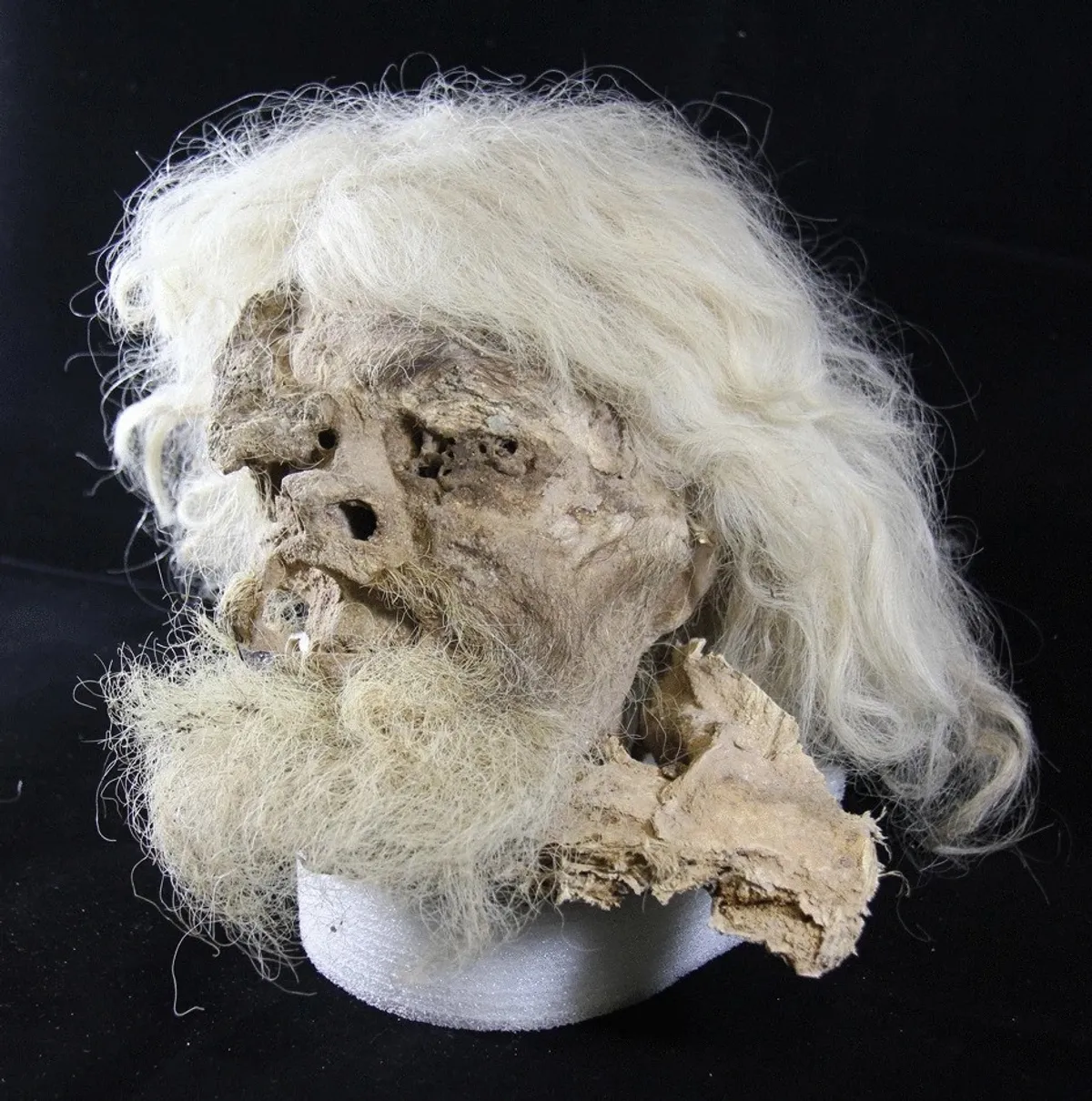
Kopf der Salzmumie 1

### Salzmumie 1
Diese Mumie wurde als erste und während des laufenden Salzabbaus entdeckt; von ihr sind nur Teile erhalten. Der Tote war ein etwa 35 Jahre alter Mann, bärtig und langhaarig. Sein Kopf sowie ein Lederstiefel samt Fuß und Wade wurden ins Nationalmuseum Teheran überführt. Ein weiteres Kleidungsstück war eine helle Wollhose. Der Bergmann trug einen goldenen Ohrring und besaß eine Silbernadel sowie drei Messer aus Eisen. Salzmumie 1 wird in die sassanidische Zeit datiert (600 n. Chr.).

### Salzmumie 4
Die am besten erhaltene, fast unversehrte Mumie ist ein etwa 16-jähriger Bergmann. Salzmumie 4 ist wesentlich älter als Salzmumie 1 und stammt aus der Achämenidenzeit (400 v. Chr.). Die Hände sind in einer schützenden Bewegung vor den Kopf geführt, das linke Knie ist zum Oberkörper hin angezogen. Bei der Rekonstruktion konnten die Salzblöcke aus der Decke ermittelt werden, die den Jugendlichen mit Wucht am Kopf getroffen hatten und seinen Oberkörper zerquetschten. 3-D-Scans der Salzmumie 4 konnten die Brüche im Schädel und im Brustkorb sowie die Verletzungen der inneren Organe aufzeigen. Histologische Befunde zeigen, dass der Jugendliche sich vorwiegend von Fischen und Meeresfrüchten ernährte. Er stammte aus Zentralasien oder aus der Gegend am Kaspischen Meer, und das würde darauf deuten, dass Bergbau in der Achämenidenzeit von spezialisierten Wanderarbeitern betrieben wurde. Die Kleidung ist mit der Tracht auf Reliefs in Persepolis vergleichbar: Beinlinge, gesteppte knielange Tunika mit Ärmeln. Der junge Bergmann trug Ohrringe, er besaß einen Dolch und zwei Öllampen.

## Forschungserträge
Der antike Salzabbau in Chehrabad geschah in drei Phasen: in achämenidischer, sassanidischer, sowie islamischer Zeit. Eine Reihe von Stolleneinbrüchen führten dazu, dass der Salzbergbau um 400 v. Chr. aufgegeben wurde. Drei Mumien wurden mit der C14-Datierung diesen Bergwerksunglücken zugeordnet. Eine Schicht von Stroh und Dung auf dem in der achämenidischen Zeit eingebrochenen Gestein zeigt, dass der Bergbau im 5. Jahrhundert n. Chr. wieder aufgenommen wurde. Die angewandte Technik war der Kammerbau; man arbeitete mit metallenen Hacken und Hauen. Die Verzimmerung (Ausbau mit Holz) war anscheinend nicht bekannt.
Die Bergleute, deren Körper im Salz konserviert wurden, stammten nicht nur aus der näheren Umgebung (Teheran-Qazvin-Hochebene), sondern auch aus den Steppengebieten im Nordwesten des Iran sowie von der Küste des Kaspischen Meeres. Tierknochen zeigen, dass Schaf- und Ziegenfleisch für die Ernährung unter Tage eine wichtige Rolle spielte. Archäobotanische Untersuchungen ergaben, dass in der Umgebung des Bergwerks eine differenzierte Landwirtschaft betrieben wurde und die Entwaldung noch nicht weit fortgeschritten war. Die zahlreichen Textilfunde ermöglichten es, die damaligen Lebens- und Arbeitsbedingungen zu erfassen, dazu die wechselnden Kleidungsstile und Webtechniken sowie die verschiedenen Fasern und Färbetechniken. Die Bergleute waren gut ausgerüstet, sie trugen funktionale Kleidung. Zur funktionalen Grundausstattung gehörte eine Art Messer und ein kleines Gefäß für Handschutzpaste, die sich auch am Finger eines Salzmannes fand.
Die Forscher entdeckten in einer Mumie Bandwurmeier; damit ist dies der früheste Nachweis von Darmparasiten im alten Iran und eben auch ein Beleg dafür, dass damals die Menschen rohes oder ungekochtes Fleisch aßen.
Der Bergbau war in achämenidischer und sassanidischer Zeit unterschiedlich organisiert. Während der sassanidischen Zeit kamen die Bergleute eher aus der umliegenden, damals intensiv landwirtschaftlich genutzten Gegend am Zusammenfluss dreier Gewässerläufe. Es wurde körnigeres Salz gefördert, das von den Bewohnern naheliegender Dörfer als Würzmittel genutzt wurde. Die Bergarbeiter wiederum konnten sich mit Obst und Gemüse der Region versorgen. Im Salz ließen sich von den Archäologen Stängel von Weintrauben finden; auch Baumwollgewebe und Stallungen wurden im Bergwerk gefunden.
Während in der sassanidischen Zeit die Bergleute anscheinend aus der Region stammten und ihre Versorgung auch ortsnah geschah, kamen die achämenidischen Bergleute aus weiter entfernten Gegenden. Sie arbeiteten im Auftrag reicher Herrscher aus Zentraliran und förderten große Salzbrocken für den überregionalen Handel zutage. Das Salz war rein und wohlschmeckend, galt als besonders wertvoll. Die zahlreichen keramischen Funde aus dieser Zeit deuten darauf hin, dass sie Lebensmittel über größere Entfernungen mitbrachten.